# Гостродах тонконосиковий
Гостродах тонконосиковий (Oxystegus tenuirostris) — вид мохів порядку потіальних (Pottiales).

## Поширення
Батьківщиною є Європа, Африка, Північна Америка, Південна Америка, Азія, Нова Зеландія.